# Bolitoglossa savagei
Bolitoglossa savagei é uma espécie de anfíbio caudado pertencente à família Plethodontidae, sub-família Plethodontinae.